# Project Insight
Project Insight es un Software de administración de proyectos de tipo web y AJAX que permite a la dirección, gestión de proyectos y miembros del equipo para colaborar eficazmente en los proyectos.

## Historia
Project Insight comenzó en 1997 como un equipo de desarrolladores de aplicaciones web dispersos geográficamente que trabajaban conjuntamente en proyectos de software. El equipo desarrollo el sistema inicial para ser capaz de trabajar juntos de manera más efectiva desde ubicaciones remotas, mientras a la vez mejoraban en la comunicación de los objetivos de los proyectos. Project Insight apareció disponible de manera comercial en 2002.

## Software
Project Insight es un producto tipo AJAX que utiliza la tecnología .NET.